# Jochen Huth
Jochen Huth, född 24 maj 1905 i Leipzig, Kejsardömet Tyskland, död 17 november 1984 i Minusio, Schweiz, var en tysk manusförfattare. På 1930-talet skrev han manus till ett flertal tyska komedifilmer och samarbetade bland annat med Willi Forst i tre filmer och Erich Engel i två. Efter ett uppehåll återkom han till tysk film 1950, men skrev nu manus till mer dramatiska filmer, bland dem Så länge du är min 1953 för vilken han tilldelades Tyska filmpriset.

## Filmmanus, urval
- 1936 – Allotria
- 1937 – Kapriolen
- 1938 – Kvartetten gifter sig
- 1939 – Ett hopplöst fall
- 1940 – Nanette
- 1941 – Axel tar chansen!
- 1953 – Så länge du är min
- 1955 – Råttorna
- 1956 – Djävul i siden
- 1956 – Vor Sonnenuntergang
- 1957 – För en kvinnas skull